# Growing Up Live
Growing Up Live è il secondo DVD del musicista britannico Peter Gabriel. Esso ritrae il concerto presso il Mediolanum Forum di Milano del tour del suo ultimo album Up.

## Tracce
1. Here Comes the Flood
2. Darkness
3. Red Rain
4. Secret World
5. Sky Blue
6. Downside Up
7. The Barry Williams Show
8. More than This
9. Mercy Street
10. Digging in the Dirt
11. Growing Up
12. Animal Nation
13. Solsbury Hill
14. Sledgehammer
15. Signal to Noise
16. In Your Eyes
17. Father, Son

### Extra
- Documentario
- Foto del tour

## Musicisti
- Peter Gabriel: voce, tastiere.
- Tony Levin: basso elettrico, contrabbasso elettrico, cori.
- David Rhodes: chitarre, cori.
- Ged Lynch: batteria, percussioni.
- Rachel Z: tastiere, cori.
- Richard Evans: chitarre, mandolino, tin whistles, cori.
- Melanie Gabriel: cori.